# Kim Dongsu
Kim Dongsu (Tiếng Hàn Quốc: 김동수; sinh ngày 21 tháng 2 năm 1995) là cầu thủ bóng đá chuyên nghiệp người Hàn Quốc đang thi đấu trong màu áo Busan IPark tại K League 2.

## Sự nghiệp
Kim Dongsu sinh ngày 1 tháng 2 năm 1995 tại Jeonju, Jeonbuk, Hàn Quốc. Anh tốt nghiệp trường Trung học Kỹ thuật Yeongdeungpo và theo học tại Đại học Kyunghee.
Đầu năm 2014, anh rời Hàn Quốc đến Đức sau khi nhận được lời đề nghị từ đội bóng chuyên nghiệp Hamburg SV. Bắt đầu thi đấu cho đội U-19 Hamburg, anh được trao cơ hội đầu tiên vào ngày 12 tháng 4 và ghi 1 bàn sau 5 lần ra sân tại Giải U-19 BUNDESLIGA. Vào đầu mùa giải 2014-15, Dongsoo gia nhập đội hình B của Hamburg là Hamburg II. Trong hai mùa giải, anh ghi hai bàn sau 46 trận đấu, nâng cao kỳ vọng cho trận ra mắt đội một. Năm 2014, anh được mời tham dự giải AFC U-19 ở Myanmar, nhưng bị từ chối để thăng lên đội hạng ba Hamburg II. Tuy nhiên câu lạc bộ thăng hạng không thành công, Kim Dong-soo không thể ra mắt đội hình A Hamburg và phải rời đội do hết hạn hợp đồng.
Sau thành công ở Giải bóng đá vô địch quốc gia Đức vào ngày 17 tháng 1 năm 2017, anh gia nhập Omiya Ardiza tại J1 League của Nhật Bản theo hợp đồng tự do. Ngày 6 tháng 6 năm 2018, anh ra mắt câu lạc bộ mới là AC Nagano Parceiro ở Cúp Hoàng đế Nhật Bản.
Ngày 31 tháng 1 năm 2019, Kim lại chuyển đến Đức và lần này anh chơi cho câu lạc bộ VfB Lübeck. Hợp đồng hết hạn vào tháng 6 năm 2020.
Vào mùa hè năm 2020, anh gia nhập FC Anyang tại K League 2 thông qua kỳ chuyển nhượng.
Năm 2021, anh gia nhập Câu lạc bộ bóng đá Hoàng Anh Gia Lai. Tại đây, anh cùng toàn đội dẫn đầu mùa giải 2021, nhưng do các giải bóng đá chuyên nghiệp Việt Nam  bị hủy nên toàn đội không được nhận cúp vô địch.
Đầu tháng 6 năm 2022, Kim Dong-Su và câu lạc bộ Hoàng Anh Gia Lai quyết định thanh lý hợp đồng để anh trở về Hàn Quốc thực hiện nghĩa vụ quân sự.

## Thống kê
| Mùa giải  | Giải đấu             | Câu lạc bộ        | Số lần ra sân | Bàn thắng | Kiến tạo | Thẻ vàng | Thẻ đỏ | Số lần thay vào | Số lần thay ra | Số phút thi đấu |
| --------- | -------------------- | ----------------- | ------------- | --------- | -------- | -------- | ------ | --------------- | -------------- | --------------- |
| 2013-2014 | U19 Bundesliga       | U19 Hamburger SV  | 5             | 1         | 0        | 0        | 0      | 2               | 0              | 295             |
| 2014-2015 | Regionalliga         | Hamburger SV II   | 23            | 1         | 0        | 3        | 2      | 1               | 4              | 1827            |
| 2015-2016 | Regionalliga         | Hamburger SV II   | 23            | 1         | 0        | 4        | 0      | 4               | 3              | 1649            |
| 2018-2019 | Regionalliga         | VfB Lübeck        | 7             | 0         | 0        | 0        | 0      | 0               | 1              | 625             |
| 2019-2020 | Regionalliga         | VfB Lübeck        | 14            | 1         | 0        | 2        | 0      | 3               | 3              | 977             |
| 2020      | K League 2           | FC Anyang         | 9             | 0         | 0        | 1        | 1      | 2               | 1              | 624             |
| 2021      | V-League 1           | Hoàng Anh Gia Lai | 11            | 0         | 0        | 4        | 0      | 0               | 0              | 990             |
| 2022      | V-League 1           | Hoàng Anh Gia Lai | 2             | 0         | 0        | 1        | 0      | 0               | 0              | 180             |
| 2022      | AFC Champions League | Hoàng Anh Gia Lai | 6             | 0         | 0        | 0        | 0      | 0               | 1              | 496             |

## Danh hiệu
Cúp Hoàng đế Quang Trung
- Nhà vô địch mùa giải 2022